# آلفرد فرکو
آلفرد فرکو (آلبانیایی: Alfred Ferko؛ زادهٔ ۱۵ اکتبر ۱۹۶۴) بازیکن سابق و مربی فوتبال اهل آلبانی است.
از باشگاه‌هایی که در آن بازی کرده‌است می‌توان به باشگاه فوتبال دینامو تیرانا اشاره کرد.
وی همچنین در تیم ملی فوتبال آلبانی بازی کرده‌است.